# Charisma Carpenter
Charisma Lee Carpenter (Las Vegas, 23 de julho de 1970), é uma atriz, modelo e cantora norte-americana.
Carpenter nasceu em Las Vegas, Nevada, filha de Christine, uma trabalhadora do santuário de pássaros, e Don Carpenter, um vendedor. Ela é de ascendência espanhola (de seu avô materno), francesa e alemã. Iniciou sua carreira na série "S.O.S Malibu", mas ganhou mais notoriedade em "Buffy the Vampire Slayer". Ela chegou a ser cotada para fazer o papel principal na série, mas acabou ganhando o papel da patricinha Cordelia Chase, posteriormente participando também no spin-off "Angel", como a mesma personagem.
Fez também uma participação na 7ª Temporada da série "Charmed" por três episódios, como Kyra a Vidente, e também em "Legend of the Seeker", no papel da vilã Mord'Sith Triana.
A atriz norte-americana, também passou por uma experiência violenta e conta sua história no primeiro episódio da série "Por um triz" do canal Investigação Discovery. Em 1991, ela nadava com dois amigos em uma praia de San Diego quando um homem se aproximou e começou a agredi-los. Ela conseguiu escapar, mas seus amigos ficaram feridos: um recebeu um tiro no peito, e o outro, no estômago. Depois de algum tempo, Carpenter descobriu que o criminoso era um policial, responsável por oito estupros e duas tentativas de homicídio. Ele foi condenado a 56 anos de prisão.
Apesar de Carpenter ter saído fisicamente ilesa do episódio, as consequências emocionais foram duradouras. Além de compartilhar sua experiência no livro Sobrevivi, Carpenter mostra a  história de pessoas que se recuperaram de uma agressão com coragem e determinação para incentivar outras a superar o passado e seguir em frente.
As vítimas de um crime costumam passar por um lento processo de recuperação. As sequelas mais comuns são: problemas físicos ligados ao transtorno do estresse pós-traumático (TEPT) como suor excessivo, insônia, tensão muscular ou aumento da frequência cardíaca; isolamento social, evitando participar de eventos ou frequentar locais que de alguma forma lembrem o episódio; e reações psicológicas como ansiedade, medo, desorientação, depressão e comportamento obsessivo-compulsivo.
Carpenter sofre de alguns desses problemas. Ela admite ter experimentado ansiedade e ataques de pânico, e que durante três anos acordava à noite com uma terrível sensação de medo e angústia. Em seu caso, a terapia, o trabalho e novos projetos foram os fatores determinantes para a recuperação.

## Filmografia
| Ano       | Título                   | Papel               | Notas                                                     |
| --------- | ------------------------ | ------------------- | --------------------------------------------------------- |
| 2016      | Chicago P.D.             | Brianna Logan       | S03 Ep15 (A Night Pwl) e Ep17 (Forty-Caliber Bread Crumb) |
| 2015      | Scream Queens            | Sra. Herfmann       | Participação especial                                     |
| 2012      | The Lying Game           | Annie/Rebecca       | Participação especial                                     |
| 2011      | Sobrenatural             | Maggie Stark        | Participação especial                                     |
| 2010      | The Expendables          | Lacy                | Participação especial                                     |
| 2009      | Legend of the Seeker     | Triana              | 1 episódio (2009)                                         |
| 2008      | Big Shots                | Janelle Johns       | 3 episódios(2008)                                         |
| 2007      | Greek                    | Tegan Walker        | 4 episódios(2007-2008)                                    |
| 2006      | Veronica Mars            | Kendall Casablancas | 11 episódios                                              |
| 2006      | Competição em Família    | Katherine           |                                                           |
| 2006      | Cheaters' Club           | Linda Stern         |                                                           |
| 2006      | Flirting with Danger     | Laura Clifford      |                                                           |
| 2005      | Voodoo Moon              | Heather             |                                                           |
| 2005      | Miss Match               | Serena Lockner      | 3 episódios                                               |
| 2004      | Charmed                  | Kyra                | 3 episódios                                               |
| 2004      | LAX                      | Julie Random        | 1 episódio                                                |
| 2004      | The Division             | Emma Campbell       | 1 episódio                                                |
| 2000      | Charmed                  | Kyra                | 1 episódio                                                |
| 1999-2001 | Angel                    | Cordelia Chase      | 90 episódios                                              |
| 1997-1999 | Buffy the Vampire Slayer | Cordelia Chase      | 57 episódios                                              |
| 1994      | Baywatch                 | B Wendie Sander     | 1 episódio                                                |